# Cuvergnon
Cuvergnon är en kommun i departementet Oise i regionen Hauts-de-France i norra Frankrike. Kommunen ligger i kantonen Betz som tillhör arrondissementet Senlis. År 2022 hade Cuvergnon 315 invånare.

## Befolkningsutveckling
Antalet invånare i kommunen Cuvergnon
| Referens: INSEE |